# 门德斯
门德斯（Mendes, Mendez, Méndez）可以指：

## 人物
Mendes
- 努诺·门德斯（葡萄牙語：Nuno Mendes；2002年－），葡萄牙足球運動員。
- 阿里斯蒂德·德·索萨·门德斯（葡萄牙語：Aristides de Sousa Mendes；1885年－1954年），葡萄牙外交官、領事。
- 伊娃·门德斯（英語：Eva Mendes，1974年－），美國女演員和模特。
- 蒂亚戈·门德斯（葡萄牙語：Tiago Mendes，1981年－），葡萄牙足球運動員。
- 若泽·门德斯·卡贝萨达斯（葡萄牙語：José Mendes Cabeçadas Júnior，1883年－1965年），葡萄牙海軍軍官和政治人物、共濟會會員和共和黨人。
- 保罗·门德斯·达·罗查（葡萄牙語：Paulo Mendes Da Rocha，1928年－2021年），巴西建築師。

Mendez
- 托尼·门德斯（英語：Tony Mendez，1940年－2019年），前美国中央情報局技術行動官。

Méndez
- 埃迪森·门德斯（Édison Méndez ，1979年－），厄瓜多尔的足球運動員。
- 埃米略·门德斯·佩雷斯（西班牙語：Emilio Méndez Pérez，1949年－），西班牙物理學家。
- 塞瓦斯·门德斯（西班牙語：Sebas Méndez，1997年－），厄瓜多尔足球運動員。

|  | 本页或本分段罗列了姓氏为「门德斯」的人物。 如果是一个指代特定个人的内链将您引导到本页，請考慮修正該人物的名字以將链接指向正確的條目。 |